# Le Comte Ugolino
Pour les articles homonymes, voir Il conte Ugolino.
Pour plus de détails, voir Fiche technique et Distribution.
Le Comte Ugolino (titre original : Il conte Ugolino) est un film italien réalisé en 1908 par Giovanni Pastrone.
Ce film muet en noir et blanc est l'adaptation cinématographique de la vie du comte Ugolin della Gherardesca, passé à la postérité pour avoir servi de modèle au héros damné de la Divine Comédie de Dante ; emprisonné avec ses quatre fils et condamné à mourir de faim, Ugolin essaye alors de se soustraire à son sort en dévorant ses propres enfants.

## Fiche technique
- Titre original : Il conte Ugolino
- Pays de production :  Royaume d'Italie
- Année : 1908
- Réalisation : Giovanni Pastrone
- Histoire : d'après un épisode de la Divine Comédie de Dante.
- Société de production et de distribution : Itala Film, Torino
- Langue : italien
- Genre : Drame historique
- Format : Muet - Noir et blanc - 1,33:1 - 35 mm
- Métrage : 240 m
- Dates de sortie :
  - Royaume-Uni : avril 1909
  - France : mai 1909
  - États-Unis : 17 juillet 1909
- Autres titres connus :
  -  Royaume-Uni : Count Ugolino
  -  États-Unis : Count Ugolini

## Distribution
- Giuseppe De Liguoro : Le comte Ugolino

## Critiques
"Le Dante cinématographié ! On croirait à une gageure. C'est une réalité et le résultat est vraiment artistique." (Jules Claretie, administrateur de la Comédie-Française)